# Dios no está muerto 2
Dios no está muerto 2 (en inglés, God's Not Dead 2) dirigida por Harold Cronk, es la secuela de la película God's Not Dead (2014) y su lanzamiento fue el 1 de abril de 2016. Antes del lanzamiento, Mike Huckabee ofreció a los votantes en el caucus de Iowa la oportunidad de ver la película.

## Argumento
Después de responder la pregunta de una estudiante llamada Brooke (Hayley Orrantia) acerca de Jesús, la profesora de secundaria Grace Wesley (Melissa Joan Hart) se enfrenta a un épico caso en los tribunales que podría poner fin a su carrera, y donde se demostrará cuán grande es realmente su fe.

## Producción
En julio de 2015, se anunció que la producción de God's Not Dead 2 estaba casi completa. La película se terminó de filmar el 16 de diciembre de 2015.

## Reparto
- Melissa Joan Hart como Grace Wesley.
- Jesse Metcalfe como Tom Endler, abogado de Grace.
- Fred Thompson como Pastor Principal.
- Hayley Orrantia como Brooke Thawley.
- Robin Givens como Director Kinney.
- Sadie Robertson como Marlene.
- David A. R. White como Reverendo Dave.[6]
- Ray Wise como Pete Kane.
- Ernie Hudson como Juez Stennis.
- María Canals Barrera como Catherine Thawley.
- Paul Kwo como Martin Yip.

Sadie Robertson de Duck Dynasty hace su debut cinematográfico en la película. La banda cristiana Newsboys vuelve a hacer una aparición especial. Lee Strobel, reconocido apologeta cristiano, hace también aquí una participación de dos minutos.

## Recepción

### Taquilla
En su primer fin de semana, la película recaudó USD$ 7.6 millones (menos que el estreno de la original con USD$ 8.6 millones), terminando cuarta en la taquilla detrás de Batman v Superman: Dawn of Justice (USD$ 51,3 millones), Zootopia (USD$ 19.3 millones) y Mi gran boda griega 2 (USD$ 11.2 millones).

### Crítica
En Rotten Tomatoes, la película tiene una calificación de 11%, basada en 27 reseñas, con una calificación promedio de 3.7/10. El consenso del sitio web establece: "Cada pedazo de sermoneo proselitista prometido por su título, God's Not Dead 2 predica para su coro conservador paranoide". En Metacritic, la película tiene una puntuación de 22 sobre 100, basada en 8 reseñas, lo que indica "críticas generalmente desfavorables". El público consultado por CinemaScore otorgó a la película una calificación promedio de "A" en una escala de entre A+ hasta F.
Bill Zwecker de Chicago Sun-Times consideró que los problemas subyacentes que se presentan en la película son relevantes en el mundo de hoy, pero criticó su falta de sutileza, diciendo, "toda la película, simplemente sale como una versión fílmica de dos horas de un sermón". Frank Scheck de The Hollywood Reporter critica el argumento "falacia del hombre de paja" de la película y es percibida victimizando a los cristianos: "Golpeando su agenda con toda la sutileza de un martillo,  God's Not Dead 2 sin duda complacerá a su público objetivo. Todos los demás se quedaran pensando por qué sus fans parecen estar sufriendo de un complejo de persecución semejante". Jordan Hoffman en The Guardian considera que es "una película mucho mejor que God's Not Dead, pero es un poco como decir que un vaso de leche que queda sobre la mesa no está cuajado y que solo esta agrio" y declaró que "es lamentablemente lo suficientemente profesional que sólo hay breves ejemplos de mala calidad trascendente, en lugar de secuencias agotadoras". Otros fueron un poco más generosos. Nick Olszyk de Catholic World Report admitió que la película "no tiene el golpe nocaut de su predecesor, pero sigue siendo un gancho de izquierda decente".
Al reseñar la película, Roger Patterson de la organización apologética cristiana Answers in Genesis, declaró que aunque la película era "mucho mejor que la primera", debido a la ausencia de las ideas evolucionistas en la primera película, así como otros aspectos, ha criticado a la película por presentar una "disculpa evidencialista empírica que señaló a Jesús como una simple figura histórica", además de tener muchos clichés cristianos.